# Pierre Chavot
Pour les articles homonymes, voir Chavot.
 (novembre 2022).
Pierre Chavot, né à Paris, est un écrivain, historien, romancier et enseignant français.

## Biographie
Il vit à Bordeaux depuis 1997.

## Œuvres
- Jésus, l’histoire vraie, de Jean Potin, corédaction, éditions Bayard, 1994.
- La mémoire efficace, Les Belles Lettres, 1998.  (ISBN 9782251790220)
- Incas, collection « Les Grandes Aventures », coauteur, éditions Mila, 1999.  (ISBN 9782840061915)
- La Bible rendue à l’Histoire, de Jean Potin, coauteur, éditions Bayard, 2000.  (ISBN 9782227350175)
- ABCdaire de la Bible, Flammarion, 2000.  (ISBN 9782080126955)
- ABCdaire de Jésus, Flammarion, 2000.  (ISBN 9782080126818)
- ABCdaire du Christianisme, Flammarion, 2000.
- ABCdaire de Prévert, Flammarion, 2000.
- Jésus, homme ou Fils de Dieu, Hachette, collection Phare, 2000.  (ISBN 9782846160049)
- Artisans des monastères, Aubanel, 2001.  (ISBN 9782700602548)
- ABCdaire de la Première Guerre mondiale, Flammarion, 2001.
- ABCdaire de la Seconde Guerre mondiale, Flammarion, 2001.
- ABCdaire de Rimbaud, Flammarion, 2001.
- ABCdaire du Surréalisme, Flammarion, 2001.
- Les carnets de Geneviève Lethu, En famille et Au bord de l’eau, Flammarion, 2001.
- Les petits livres des saints (François, Vincent, Marie, Benoît, Anne, Claire), Flammarion, 2001.
- Moïse, collection « Sur les traces de… », Gallimard Jeunesse, 2001.
- Art de vigne, de Florence Cathiard, co-rédaction, Aubanel, 2002
- Les piments du désir, histoire et secret des aphrodisiaques, Aubanel, 2002.
- La cuisine des fromages, textes, Flammarion, 2002.
- Les églises de Paris, Arthaud, 2002.
- Le dictionnaire de Dieu, La Martinière, 2003.
- ABCdaire des papes, Flammarion, 2005.
- Le guide de la vie monastique, Perrin, 2005.
- Le champignon des dieux, l’amanite tue-mouches, Dervy, 2005.
- Serafedino, Fragments Éditions, 2005.
- Le Kâma Sûtra, Plume/Martiens, 2006.
- Ces Femmes qui ont fait la France, coll. « Mes p’tits Marabout », Marabout, 2006.  (ISBN 9782501049122)
- Les Héros mythologiques, coll. « Mes p’tits Marabout », Marabout, 2006.
- Les rois de France, coll. « Mes p’tits Marabout », Marabout, 2006.
- Bordeaux l’héritière, avec Jean-Pierre Xiradakis, Féret, 2006.  (ISBN 9782351560068)
- Les religions : l'histoire, traditions et rituels, Hachette, 2007.  (ISBN 9782012373358)
- Les Sirènes et le Peuple des eaux, Le Chasse-Marée/Glénat, 2008.
- Authentiquement Sud-Ouest, les meilleures recettes de la Tupiña, avec Jean-Pierre Xiradakis, Milan, 2008.
- Dictionnaire des dieux, des saints et des hommes, Archipel, 2008.  (ISBN 9782809801132)
- Résister de Mauthausen à Mai 68, de Georges Séguy, co-rédaction, Archipel, 2008.
- Monstres marins, Glénat/Chasse-marée, 2009.
- L’Herbier des dieux, Dervy, 2009.
- Écoliers du monde, Glénat, 2009.
- Les phares de Méditerranée, Glénat/Chasse-marée, 2009.
- ABC des religions, Marabout, 2009.
- L'École, le monde de l'enfance, France Loisirs, 2009.
- L'Aquitaine miraculeuse, Pimientos, 2010.
- Mémoire et sagesses de nos campagnes, Glénat, 2011.
- Les Mystères de Gironde, De Borée, 2011.
- À la Table des anges et des démons, avec Sophie Brissaud, La Martinière, 2011.
- Le Monde des femmes, Gourcuff Gradenigo/Plume, 2012.
- L'Homme moderne, guide de survie pour l'homme d'aujourd'hui, La Martinière, 2012.
- Le Bestiaire des dieux, Dervy, 2013.
- Voyages spirituels aux sommets du monde, L'Archipel, 2013.
- Dubern, une maison bordelaise depuis 1894, Éditions Confluences, 2013.
- Les Mystères des Landes, De Borée, 2014.
- Le Dictionnaire de la foi, Frontispice, Casablanca, 2015.
- Réussir avec ou sans le bac. Petit traité de perspectives à l'usage des jeunes (et des moins jeunes !), La Martinière, 2016.
- Aux origines de la langue arabe, Éditions du Patrimoine/Frontispice, Casablanca, 2017.
- On n’est pas seul sur la Terre, de Nicolas Lacambre, co-rédaction, Flammarion, 2019.
- L'Oreiller de la belle Aurore, roman, Éditions Guy Trédaniel, 2022.
- Le Dictionnaire de Dieu - 620 mots pour connaître et comprendre le judaïsme, le christianisme et l'islam, Dervy, 2023.